# 상주 황씨
상주 황씨(尙州黃氏)는 경상북도 상주시를 본관으로 하는 한국의 성씨이다.

## 역사
상주 황씨(尙州 黃氏)의 시조 황석주(黃石柱)는 고려 때 시중(侍中)을 지내고 상주국(上柱國)에 이르렀다고 한다.
상주 황씨는 고려조부터 조선중기에 이르기까지 인구수에 비해 많은 과거 급제자와 고위 문,무관을 배출하였다.
호조 참판(戶曹參判)에 추증된 4세손 황을구(黃乙具)가 소윤(少尹)을 지내고 상주(尙州)에 거주하기 시작하여 상주를 본관으로 하였고, 제안군에 추봉되었다.
5세손 황하신(黃河信)은 고려 공민왕6년(1357년) 과거에 급제하여, 종부시정(宗簿寺正)을 지내고 이조 판서(吏曹判書) 겸 판의금부사에 추증되었다.
조선시대에 들어와서,  6세손 황사간(黃士幹)은 19세의 나이에 정인지와 함께 과거에 급제하여, 승문원 정자(承文院正字)를 지내고, 21세에 요절하였으며, 순충보조공신,영의정(領議政) 상평 부원군(尙平府院君)에 추봉되었다.
7세손 황효원(黃孝元)은 1444년(세종 26) 식년문과에 장원급제하여 예빈시주부, 예조정랑·사헌부좌헌납·이조정랑, 사복시윤(司僕寺尹) 등을 지내고, 세종조에 청백리에 녹선되었다. 1455년(세조 1) 수양대군(首陽大君)의 즉위에 협력한 공으로 추충 좌익공신(佐翼功臣) 3등에 책록되었으며, 1457년 성절사 겸 천추사로 명나라에 다녀온 후, 형조 및 호조참판을 겸직하고,상산군(商山君)에 봉군되었다. 1458년 대사헌이 되고 이어 형조참판을 거쳐 충청도도관찰사(忠淸道都觀察使)로 나갔으며, 이듬해 예조참판이 되었다가 경기도관찰사 겸 개성유수로 나갔다. 1460년 한성부윤, 1467년 양관대제학, 세자좌빈객,강원도관찰사가 되었다. 1469년 봉조하가 되었고, 1470년(성종 1) 숭정대부 행 의정부 좌참찬이 되었으며, 벼슬이 종1품에 이르렀다. 1471년 성종의 즉위를 보좌한 공으로 순성좌리공신(佐理功臣) 에 녹훈 되었고, 1481년 숭록대부 의정부 좌찬성이 되었다. 시호는 양평(襄平)이며, 상주황씨의 중시조이다.
8세손 황준경(黃俊卿)은 절충장군, 선산부사,첨지중추부사(僉知中樞府事), 군자감정(軍資監正)을 지내고, 좌승지(左承旨)에 증직되었다. 황석경(黃碩卿)은 대호군을 지내고, 자헌대부 이조판서(吏曹判書)겸 양관대제학 오위도총부 도총관에 증직되었다. 황윤충은 직산현감을 지내고, 통훈대부에 증직되었다.
9세손 황기찬(黃耆贊)은 통훈대부 군자감정을 지내고, 통정대부 승정원 좌승지겸 경연참찬관에 증직되었다. 황기필(耆弼)은 익산군수를 지냈고, 황기좌는 장례원판결사에 증직되었다.
10세손 황세근(黃世懃)은 어모장군(籞㒠將軍), 이조 참판(吏曹參判) 겸 동지의금부사에 증직되었고, 황세은(世慇)은 영흥판관, 사복시정겸 병조참판에 증직되었다.
11세손 황우상(黃佑商)은  덕산현감, 세자익위사 찬선(정3품)을 지내고, 승정원 좌승지에 증직되었다. 황우한(黃佑漢)은 1574년(선조 7) 별시문과에 병과로 급제하여 호조정랑,희천군수,성균관 사예, 승정원 좌승지 등 삼사의 요직을 두루 역임하고, 1588년 서장관으로 명나라를 다녀와서 1591년 도승지에 올랐으며, 1592년 임진왜란 발발이후 성절사로 명나라에 다녀와서 가선대부로 승품하여, 경기도 관찰사, 한성부좌윤, 개성유수, 오위도총부 부총관, 강원도관찰사, 홍문관 부제학이 되었다. 1605년 호조참판·병조참판,이조참판을 지내면서 사옹원제조를 겸하였고, 임란선무원종 1등 공신에 녹훈되었으며, 1606년 1월 사헌부 대사헌이 되었으나, 2월 서거하였다.
12세손 황정영(黃挺英)은 선무랑(宣務郞)을 지내고, 통정대부 좌승지에 증직되었고, 황정호(黃挺豪)는 선교랑(宣敎郞)을 지내고, 통훈대부 사복시정에 증직되었다.
13세손 황전(黃㙉)은 사마증광시에 급제하여, 군수를 지내고, 호조참의에 증직되었고, 황연(黃挻)은 별시무과에 급제하여, 병조좌랑, 군기시첨정, 내금위장,명천도호부사,풍천도호부사를 지내고, 병조참판겸 동지의금부사에 증직되었다. 황징(黃瀓)은 식년시 무과에 급제하여,  호조정랑,내금위장,동부승지,한성부 우윤,포도대장,어영대장(御營大將), 형조참판, 공조참판을 지냈다. 황의는 호조판서, 상원군에 추봉되었고, 황기는 한성부 우윤에 증직되고, 황흘은 첨지중추부사를 지냈다.
14세손 황인서(黃寅瑞)는 무과에 급제하여, 어모장군(籞㒠將軍), 충청도수군우후를 지냈고, 황진서(黃震瑞)는 통정대부, 숙천도호부사, 안주진관병마검절제사를 지냈다. 황유서(黃有瑞)는 1676년 무과에 급제하여, 공조좌랑, 형조좌랑, 구성도호부사를 지냈다. 황종서는 동지중추부사를 지냈다.
15세손 황현(黃玹)은 한성부우윤에 증직되었고, 황재징(黃再瀓)은 무과에 급제하여, 명천도호부사, 철원도호부사를 지냈다. 황옥(黃鈺)은  통정대부, 해남현감, 어모장군(籞㒠將軍), 오위도총부도사를 지냈다. 황탁은 무과에 급제하고, 부사를 지냈다.
16세손 황주는 동지중추부사, 황연은 군자감정, 황종은 사복시정, 황부는 경흥부사, 황택은 분무원종공신에 녹훈되었다.

## 인구
- 2000년 7,031명
- 2015년 7,685명

## 같이 보기
- 창원 황씨
- 장수 황씨
- 평해 황씨
- 우주 황씨
- 회덕 황씨